# 加久拉雷加
加久拉雷加（Gajularega），是印度安得拉邦Vizianagaram县的一个城镇。总人口13078（2001年）。

## 人口
该地2001年总人口13078人，其中男性6536人，女性6542人；0—6岁人口1653人，其中男829人，女824人；识字率59.90%，其中男性为68.85%，女性为50.96%。